# Sergei Wassiljewitsch Arsenjew

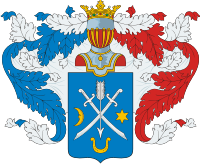
Wappen derer von Arseniew (Kurland)

Sergei Wassiljewitsch Arsenjew (russisch: Серге́й Васи́льевич Арсе́ньев; * 1. April 1854 in Moskau; † 1922 in Moskau) war ein aus dem russisch-baltischen Adel stammender Diplomat des Kaiserreichs Russland und Gründungsmitglied der Kaiserlichen Orthodoxen Palästina-Gesellschaft.

## Werdegang
Arsenjew legte sein Abitur am 1. Moskauer Gymnasium ab, welches er von 1868 bis 1872 besuchte. Danach studierte er am Zar Nikolaus Lyzeum (Hochschule) und studierte in einem Universitätskurs 1877 mit dem Abschluss eines Rechtsexamens. Von 1877 bis 1878 absolvierte er seinen Militärdienst im Preobraschensker Leib-Garderegiment. Von dort aus erhielt er eine Anstellung in der Kommission für die Annahme von Petitionen und studierte 1880 am Archäologischen Institut in Sankt Petersburg, sein Diplom schloss er mit der Verleihung einer Silbermedaille ab. In den nachfolgenden Jahren wurde er 1881 zum Stiftsbeamten (ein Hofamt), 1891 zum Staatsrat, 1893 zum Kammerherrn und 1902 zum Wirklichen Staatsrat ernannt.
1882 war er Gründungsmitglied der Kaiserlichen Orthodoxen Palästina-Gesellschaft. 1896 war er als Kammerherr aktives Mitglied an den Feierlichkeiten zur offiziellen Krönung des Zaren Nikolaus II. (1868–1918). Ab November 1919 arbeitete er im Rumjanzew-Museum zu Moskau, dort war er als Assistent des Abteilungsleiters für Slawistik tätig.  Er arbeitete an archäologischen Themen und verfasste  auf diesem Gebiet mehrere Artikel. Am 2. Januar 1920 wurde er mit seiner Frau und seiner Tochter Vera verhaftet und am 26. Februar 1920 wieder freigelassen.

### Diplomatische Dienste
Im diplomatischen Dienst war er von 1880 bis 1914:
- Erster Sekretär des Generalkonsulats in Ost-Rumelien (1880),
- Chargé d’affaires (Geschäftsträger) in Rumelien (1881),
- Erster Sekretär der Diplomatischen Agentur in Bulgarien (1882),
- Chargé d’affaires in Bulgarien (1882–1883),
- Zweiter Botschaftssekretär der Botschaft in Berlin (1883–1886),
- Erster Sekretär der schwedischen Mission (1886–1891),
- Chargé d’affaires in Schweden (1888–1891),
- Generalkonsul in Jerusalem (1891–1897),
- Generalkonsul in Stockholm (1897–1900),
- Staatssekretär am Hofe des Großherzogs von Oldenburg und dem Senat der Freien Hansestädten Hamburg und Lübeck (1900–1910),
- Außerordentliche Gesandter und bevollmächtigte Minister in Montenegro (1910–1912) und
- am Hofe des Königs von Norwegen (1912–1914).

## Herkunft und Familie
S.W. Arsenjew war der Sohn des Wirklichen Geheimen Rats Wassili Sergejewitsch Arsenjew (1829–1915) und der Gräfin Natalia Yuriewska Dolgorukow (1830–1902). Die Urahnen der Arsenjews kamen aus Russland und stammten von Nikolai Iwanowitsch Arsenjew (1760–1830) ab, der  russischer Gouverneur von Kurland war. Seine Brüder waren Juri Wassiljewitsch Arsenjew (1857–1919) und Iwan Wassiljewitsch Arsenjew (1862–1930). Er war mit Catherine Vasilyevna Shenshina (1858–1938) verheiratet.  Ihre Kinder waren:
- Wassili Sergejewitsch Arsenjew (1883–1948), Beamter, Vizegouverneur von Pskov, Genealoge
- Nikolai Sergejewitsch Arsenjew (1888–1977),  Philosoph, Religions- und Kulturhistoriker.
- Juri Sergejewitsch Arsenjew (* 1890 in Stockholm; † 1970), Teilnehmer am Ersten Weltkrieg und am Bürgerkrieg in der Weißen Armee.
- Vera Sergejewna Arsenjew (1893–1952), in der Ehe von Gagarin.  Sie diente im Hauptarchiv des Außenministeriums und wurde nach der Revolution mehrmals verhaftet, dann im Exil.
- Anna Sergejewna Arsenjew (1897–1942)

## Auszeichnungen
- Russischer Orden der Heiligen Anna, 2. Klasse  (1897)
- Orden des Heiligen Wladimir, 3. Klasse (1905)
- Russischer Sankt-Stanislaus-Orden, 1. Klasse (1909)
- Russischer Orden der Heiligen  Anna, 1. Klasse (1913)
- Medaille „In Erinnerung an die Regierungszeit von Kaiser Alexander III.“
- Medaille „Zum Gedenken an den 300. Jahrestag der Herrschaft des Hauses Romanow“ (1913)
- Osmanischer Osmanje-Orden, 3. Klasse (1881);
- Bulgarischer St. Alexander-Orden, 3. Klasse (1883);
- Preußischer Kronenorden, 3. Klasse (1886);
- Schwedischer Nordstern-Orden, 4. Klasse (1891);
- Serbischer St.-Sava-Orden, 2. Grades mit einem Stern (1894);
- Preußisches Jerusalem-Kreuz (1894);
- Stern des Edlen Hauses von Buchara, 1. Klasse (1894);
- Griechischer Erlöser-Orden, Kommandeur (1896);
- Türkischer Mecidiye-Orden, 2. Klasse mit Stern (1897);
- Schwedischer Wasaorden, Kommandant des 1. Klasse (1900);
- Oldenburgischer Haus- und Verdienstorden des Herzogs Peter Friedrich Ludwig, Großkreuz (1901);
- Montenegrinischer Orden Danilos I. für die Unabhängigkeit,  1. Klasse (1910).